# 丛枝蓼
丛枝蓼，也叫花蓼，为蓼科蓼屬下的一个种，高15-60釐米，葉卵狀披針形。它一般匍匐生長，可作為地被植物。